# Dr. Seuss
Theodor Seuss Geisel (/suːs ˈɡaɪzəl, zɔɪs -/ ⓘsooss GHY-zəl, zoyss -⁠; 2 tháng 3 năm 1904 – 24 tháng 9 năm 1991) là một tác giả và họa sĩ truyện tranh thiếu nhi người Mỹ. Ông được biết đến với công việc viết và minh họa hơn 60 cuốn sách dưới bút danh Dr. Seuss (/suːs, zuːs/ sooss, zooss). Tác phẩm của ông bao gồm nhiều cuốn sách dành cho trẻ em nổi tiếng nhất mọi thời đại, bán được hơn 600 triệu bản và được dịch sang hơn 20 thứ tiếng cho đến khi ông qua đời.